# 정보시스템감리사
정보시스템감리사는 공인정보시스템감리사를 의미하는 자격으로 정보시스템의 구축 운영에 관한 사항을 종합적으로 점검 평가하고 개선이 필요한 사항을 감리하여 의뢰인에게 상담과 함께 권고하는 직업을 말한다. 현재 한국정보화진흥원에서 시험을 주관하고 있다.

## 직무내용
정보시스템감리사의 직무내용은 정보시스템의 부실방지와 품질향상을 위해 정보시스템의 계획, 개발, 운영, 유지 보수에 관한 제반 절차 및 산출물을 종합적으로 점검·평가하여 이해 관계자들에게 개선이 필요한 사항을 조정·권고하는 직무로 정하고 있다.

## 시험과목
정보시스템감리사의 필기시험과목은 감리 및 사업관리,소프트웨어공학,데이터베이스,시스템구조, 보안 5개과목이며 필기전형 합격 후 면접전형,이론교육,실무교육 등 이 있다.

### 합격기준
정보시스템감리사의 합격기준은 각 과목 40점이상인 자 중 고득점자 순으로 감리사 수급상 필요 인원수, 면접전형 위원들에 의한 평가 (평점이 보통 이상인 자), 교육 출석율 80%으로 이론교육 필기시험 만점의 6할 이상인 자, 실무교육 보고서에 의한 평가(만점의 7할 이상인 자)로 정하고 있다.

## 응시자격
정보시스템 감리사의 응시자격은 기술사, 기사 자격소지자로서 정보처리분야의 실무경력 7년 이상인 자, 산업기사 자격소지자로서 정보처리분야 실무경력 10년 이상인 자, 박사학위 소지자(정보처리분야 학위소지자), 석사학위 소지자로서 정보처리분야의 실무경력 6년 이상인 자, 학사학위 소지자로서 정보처리분야의 실무경력 9년 이상인 자, 전문대학 졸업자로서 정보처리분야의 실무경력 12년 이상인 자, 고등학교 졸업자로서 정보처리분야의 실무경력 15년 이상인 자로 규정하고 있다.

## 같이 보기
- 자격기본법
- 시스코 전문 자격

## 참고 자료
- 「취업을 위한 자격증 42가지」, 전문자격사, 매일경제인력팀 저, 매일경제신문사(1999년, 213~217p)